# Physics
Physics — бесплатный электронный журнал Американского физического общества. Издаётся с 2008 года.

## О журнале
Причиной учреждения журнала явилось чрезвычайно сильно возросшее количество статей, публикуемых в журналах Американского физического общества, в частности в серии журналов Physical Review (18000 статей в 2007 году) и в Physical Review Letters (PRL).
Целью журнала Physics является освещение наиболее значимых статей, опубликованных в Physical Review. Для достижения этой цели ряд экспертов еженедельно выбирает несколько статей и пишет небольшие комментарии к ним, в которых обсуждает и объясняет полученные результаты. Основным требованием при этом является доступность изложения для физиков из самых разных областей.
В октябре 2011 года Physics был объединён с похожим журналом Physical Review Focus, выходившим с 1998 года и прекратившим своё самостоятельное существование.
В журнале публикуется четыре рода статей:
- Viewpoints (точки зрения) — это короткие эссе (1000—1500 слов), сфокусированные на отдельной статье, опубликованной в Physical Review или в PRL, и помещающее её в контекст других исследований в этой области.
- Trends (направления) — обзорные статьи (3000—4000 слов), обсуждающие последние достижения в некоторой конкретной области.
- Synopses (резюме) — написанные редакторским составом выжимки (200 слов) самых интересных результатов, опубликованных за последнюю неделю.
- Focus (фокус) — статьи, перенесённые в журнал при его объединении с Physical Review Focus, а также написанные в том же стиле.

Также журнал публикует избранные письма в редакцию, комментирующие предыдущие публикации.

## Редколлегия
В состав редколлегии входят:
- Джессика Томас — главный редактор
- Дэвид Эренштайн — главный редактор раздела Focus
- Дэвид Восс
- Сарма Канчарла
- Саминдранат Митра
- Даниэль Укко